# Saint-Aulaire
 Saint-Aulaire  là một xã thuộc tỉnh Corrèze trong vùng Nouvelle-Aquitaine miền trung Pháp.